# Felsőtőkés
Felsőtőkés (szlovákul: Vyšný Klátov, korábban Vyšný Tejkeš, németül: Ober-Beckseifen) község Szlovákiában, a Kassai kerület Kassa-környéki járásában.

## Fekvése
Kassától 10 km-re, nyugatra fekszik.

## Története
1317-ben „villa Vyfolu seu Nemutfolu” alakban említi először oklevél. Első telepesei németek voltak. 1332-ben „Superiori Turas”, 1374-ben „Twkes” néven említik. 1344-ben plébániája már létezett, 1382-ben a településnek fakápolnája volt. 1553-ban hat portát számláltak a faluban. 1588-ban a templom a szomszédos Mislye filiája volt. Lakói a 16. században felvették a református hitet, katolikus plébániáját csak 1722-ben alapították újra. A 17.–18. században a falu egyre jobban elszlovákosodott és elveszítette korábbi német és magyar jellegét.
A 18. század végén Vályi András így ír róla: „A. és F. Tőkés. Elegyes faluk Abaúj Várm. földes Uraik több Urak, lakosaik katolikusok, fekszenek a’ Kassai járásban; földgyeik néhol soványak, vagyonnyaik külömbfélék.”
Fényes Elek 1851-ben kiadott geográfiai szótárában így ír a faluról: „Tőkés, (Alsó és Felső), 2 egymáshoz közel fekvő tót falu, Abauj vmegyében, a Miszla patakja mellett, hegyek közt; 863 kath. lak. Felső-Tőkésen kath. plébánia van. Határuk hegyes, völgyes, sovány; erdejök szép s fenyvesük is van. F. u. Kassa városa. Ut. p. Kassa.”
Borovszky Samu monográfiasorozatának Abaúj-Torna vármegyét tárgyaló része szerint: „Hilyótól északra fekszik Felső-Tőkés, 56 házzal és 488 tót ajku lakossal. Postája és távirója Kassa. Mellette van Alsó-Tőkés, 49 házzal, 501 tót lakossal. Mindkét községnek régi kath. temploma volt, a felső-tőkésit Kassa városa mint kegyur, 1868-ban ujjá épittette. Azelőtt a plébánia Alsó-Tőkésen volt, 1749-ben áttették Felső-Tőkésre.”
A trianoni diktátumig Abaúj-Torna vármegye Kassai járásához tartozott.

## Népessége
| Év:            | 1994. | 2004.   | 2014.    | 2024.   |
| -------------- | ----- | ------- | -------- | ------- |
| Emberek száma: | 371   | 403     | 446      | 487     |
| Eltérés:       |       | +8,62 % | +10,66 % | +9,19 % |

| Év:            | 2023. | 2024.   |
| -------------- | ----- | ------- |
| Emberek száma: | 480   | 487     |
| Eltérés:       |       | +1,45 % |

1910-ben 511, túlnyomórészt szlovák anyanyelvű lakosa volt.
2001-ben 412 lakosából 409 szlovák volt.
2011-ben 442 lakosából 411 szlovák volt.

## Nevezetességei
- A Szentháromság tiszteletére szentelt, római katolikus temploma 1869-ben épült.